# Ezequiel Montagna
Ezequiel Montagna (Mar del Plata, Argentina; 8 de junio de 1994) es un futbolista argentino. Juega de delantero en San Martín de San Juan de la Primera Nacional.

## Trayectoria

### San Lorenzo de Almagro
A fines de 2010, Banfield lo convocó para formar parte de su cantera, sin embargo el club no contaba con pensión y su mamá no le permitió quedarse. Poco después, cuando ya tenía 17 años, lo llamaron del ciclón y tras una semana de evaluaciones, le informaron que pasaría a integrar las filas azulgranas.
Su sueño siempre fue ayudar a su hermana Aldana, ya que padece de una parálisis motriz congénita lo que no le permite caminar. Cuando se enteraron de su historia, Matías Lammens y Marcelo Tinelli (presidente y vicepresidente de CASLA respectivamente) se pusieron en contacto con Ezequiel para ayudarlo a costear el tratamiento.

### San Martín de San Juan
El 10 de enero es cedido a préstamo por 18 meses a San Martín de San Juan
Realizó su debut profesional el día 6 de febrero de 2016 en un partido por la fecha 1 del Campeonato de Argentina 2016, jugando los 90 minutos para San Martín de San Juan, que le ganaría 2-1 a Newell's.
El sábado 12 de marzo de 2016 Eze convierte su primer gol en la séptima fecha del torneo de Primera División, encuentro disputado contra Tigre. En una pelota parada, el Pampa Gelabert le tira un centro para que Montagna entre solo por el segundo palo de Javi García y defina de primera con su pierna derecha. El encuentro terminó 1 - 0 favorable para el conjunto cuyano. De esta forma se ganó la simpatía de los hinchas y de la prensa, esta última destacó su juego de proyección, velocidad y capacidad para encarar y dar profundidad.
El domingo 22 de mayo de 2016 en un partido correspondiente la última fecha del torneo de Primera División convierte su segundo gol con la camiseta del verdinegro justo ante su clásico Godoy Cruz Antonio Tomba, otorgándole así a San Lorenzo la posibilidad de jugar la Superfinal de dicho torneo.
El d￼omingo 28 de agosto de 2016 convierte su primer doblete en Primera División justamente al club dueño de su pase San Lorenzo en un partido correspondiente a la primera fecha del Campeonato 2016-17 siendo de esta manera elegido como jugador del partido e integrando el 11 ideal de la fecha.
A finales de 2024 consigue con el equipo el ascenso a Primera División de Argentina.

### Club Atlético Temperley
En junio del 2017 tras su paso por San Martin De San Juan vuelve a San Lorenzo y es cedido a Temperley firmando un contrato de 18 meses hasta diciembre de 2018.

## Estadísticas
Actualizado al último partido disputado el 16 de septiembre de 2023.
| Club                          | Div.          | Temporada     | Liga  | Liga  | Copas nacionales | Copas nacionales | Copas internacionales | Copas internacionales | Total | Total |
| Club                          | Div.          | Temporada     | Part. | Goles | Part.            | Goles            | Part.                 | Goles                 | Part. | Goles |
| ----------------------------- | ------------- | ------------- | ----- | ----- | ---------------- | ---------------- | --------------------- | --------------------- | ----- | ----- |
| San Lorenzo Argentina         | 1.ª           | 2015          | 0     | 0     | 0                | 0                | 0                     | 0                     | 0     | 0     |
| San Lorenzo Argentina         | Total club    | Total club    | 0     | 0     | 0                | 0                | 0                     | 0                     | 0     | 0     |
| San Martín (SJ) Argentina     | 1.ª           | 2016          | 11    | 2     | 1                | 0                | —                     | —                     | 12    | 2     |
| San Martín (SJ) Argentina     | 1.ª           | 2016-17       | 23    | 2     | 1                | 0                | —                     | —                     | 24    | 2     |
| San Martín (SJ) Argentina     | Total club    | Total club    | 34    | 4     | 2                | 0                | 0                     | 0                     | 36    | 4     |
| Temperley Argentina           | 1.ª           | 2017-18       | 18    | 2     | 1                | 0                | —                     | —                     | 19    | 2     |
| Temperley Argentina           | Total club    | Total club    | 18    | 2     | 1                | 0                | 0                     | 0                     | 19    | 2     |
| Atlético Rafaela Argentina    | 2.ª           | 2018-19       | 12    | 0     | 2                | 0                | —                     | —                     | 14    | 0     |
| Atlético Rafaela Argentina    | Total club    | Total club    | 12    | 0     | 2                | 0                | 0                     | 0                     | 14    | 0     |
| Club Atlético Tigre Argentina | 2.ª           | 2019-20       | 1     | 0     | 0                | 0                | —                     | —                     | 1     | 0     |
| Club Atlético Tigre Argentina | Total club    | Total club    | 1     | 0     | 0                | 0                | 0                     | 0                     | 1     | 0     |
| Norrby IF · Suecia            | 2.ª           | 2020          | 24    | 1     | 1                | 0                | —                     | —                     | 25    | 1     |
| Norrby IF · Suecia            | Total club    | Total club    | 24    | 1     | 1                | 0                | 0                     | 0                     | 25    | 1     |
| Dalkurd FF · Suecia           | 3.ª           | 2021          | 28    | 9     | 3                | 2                | —                     | —                     | 31    | 11    |
| Dalkurd FF · Suecia           | 2.ª           | 2022          | 20    | 2     | 1                | 0                | —                     | —                     | 21    | 2     |
| Dalkurd FF · Suecia           | 3.ª           | 2023          | 14    | 1     | 0                | 0                | —                     | —                     | 14    | 1     |
| Dalkurd FF · Suecia           | Total club    | Total club    | 62    | 12    | 4                | 2                | 0                     | 0                     | 66    | 14    |
| FC Trollhättan · Suecia       | 3.ª           | 2023          | 4     | 1     | 1                | 0                | —                     | —                     | 5     | 1     |
| FC Trollhättan · Suecia       | Total club    | Total club    | 4     | 1     | 1                | 0                | 0                     | 0                     | 5     | 1     |
| Total carrera                 | Total carrera | Total carrera | 155   | 20    | 11               | 0                | 0                     | 0                     | 166   | 22    |

### Otros logros
| Logro                      | Equipo                 | País      | Año  |
| -------------------------- | ---------------------- | --------- | ---- |
| Ascenso a Primera División | San Martín de San Juan | Argentina | 2024 |